# SMS Rover

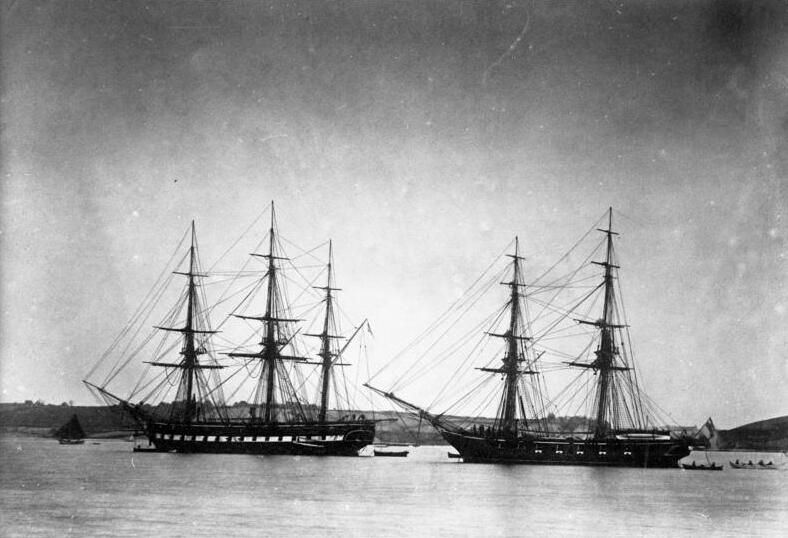
Le SMS Rover (à droite) avec le, en 1861

Le SMS Rover est un brick construit en 1853 par le chantier naval royal de Pembroke en Angleterre et vendu en 1862 à la marine prussienne. Il sert dès lors à la marine prussienne et à la marine de la Confédération du Nord, puis à la marine impériale allemande de navire-école pour les jeunes cadets, à l'instar du SMS Musquito. Il est mis hors service en 1890 et détruit en 1911.
Sa figure de proue se trouve aujourd'hui au musée d'histoire militaire de Dresde.

## Commandants
- Paul von Reibnitz, 1872
- Rudolf Schering, 1873-74

(...)